# Azaleasteltmot
De azaleasteltmot (Caloptilia azaleella) is een vlinder uit de familie Gracillariidae, de mineermotten.
Het diertje komt oorspronkelijk waarschijnlijk uit Japan, maar komt verspreid over een groot deel van de wereld voor. Het heeft een spanwijdte van 10 tot 11 millimeter.

## Waardplanten
De azaleasteltmot heeft soorten Rododendron (Azalea) als waardplanten. De rupsen maken aan de onderkant van het blad een bruine blaasmijn in de buurt van de hoofdnerf. Verpopping vindt plaats aan de onderzijde van het blad.

## Voorkomen in Nederland en België
De azaleasteltmot is in Nederland en in België een vrij schaarse soort, die verspreid over het hele gebied kan worden gezien, maar vooral in kassen waar Azalea's worden gekweekt. De soort vliegt van mei tot oktober in twee of drie jaarlijkse generaties.